# Thịt chim cút

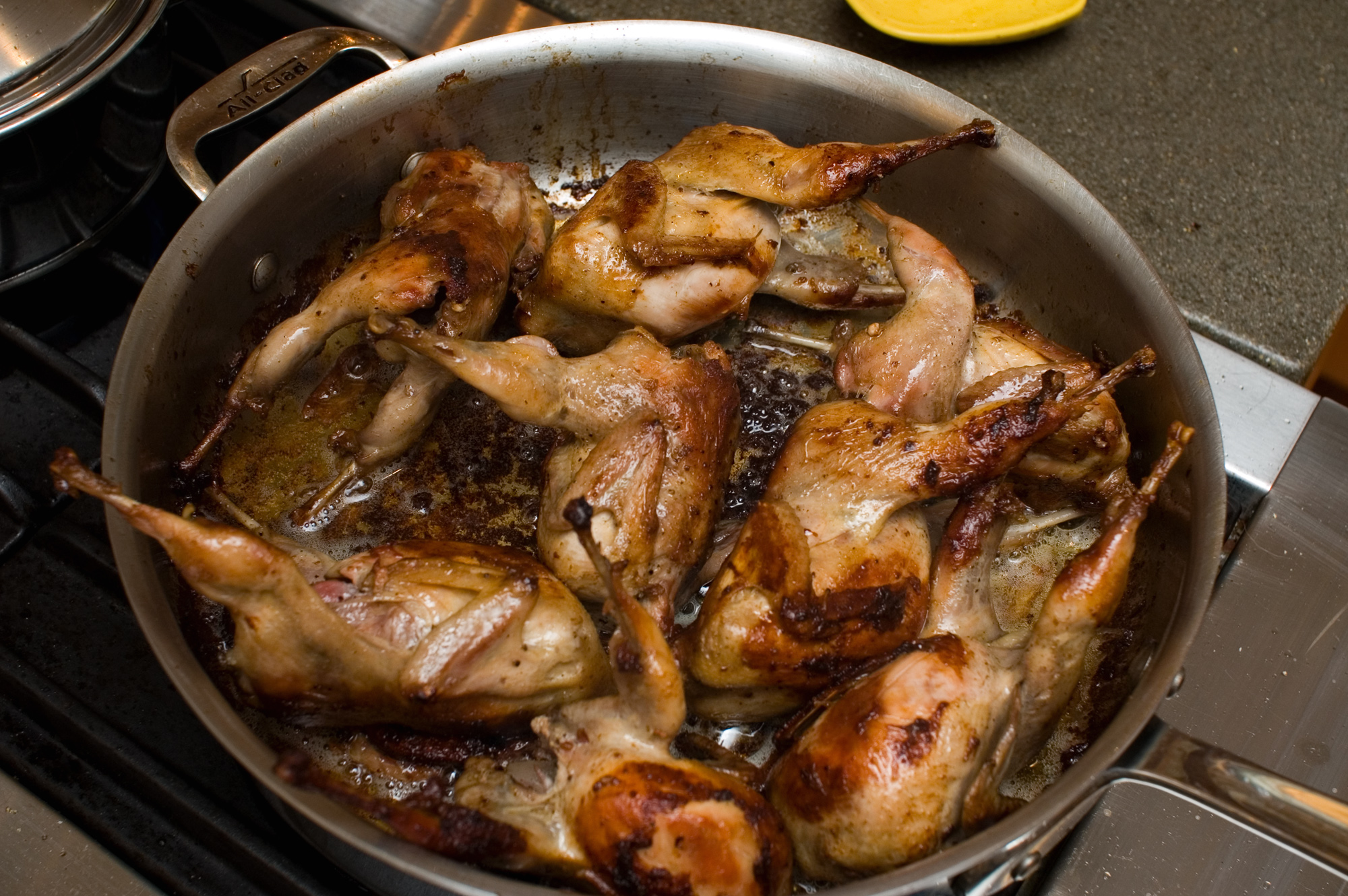
Một chảo thịt chim cút quay

Thịt chim cút là thịt từ các loài chim cút, chủ yếu là cút nhà, cùng với trứng cút, thịt chim cút được sử dụng nhiều trong các nền văn hóa ẩm thực và là nguyên liệu để chế biến thành những món ăn ngon. Chim cút còn được dùng trong y học cổ truyền ở một số nước phương Đông với tên thuốc là thuần điểu gồm thịt chim và trứng chim.

## Đặc điểm

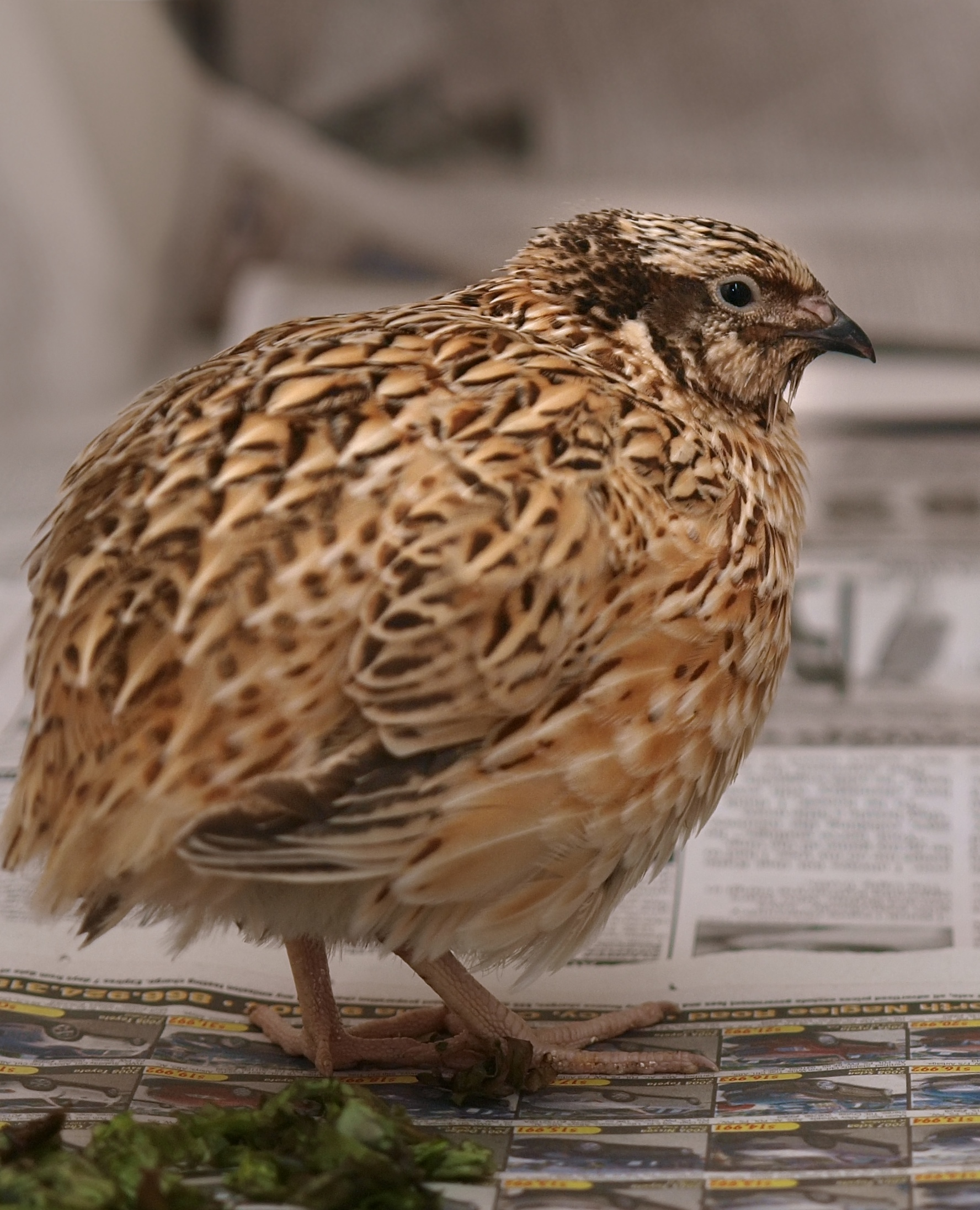
Một con chim cút Nhật Bản

Chim cút là loài chim có thịt thơm ngon nên còn gọi là gà đồng. Tại Trung Quốc, người ta đã có lịch sử nuôi chim cút hàng ngàn năm vì sớm phát hiện ra lợi ích về dinh dưỡng và trị bệnh trong đông y nên còn gọi là sâm động vật và được coi trọng. Trong y văn đã xếp chim cút vào thương phẩm mệnh danh là Sâm động vật vì nó là động vật có tác dụng bổ dưỡng như sâm thực vật. So với các sản phẩm động vật khác thì chim cút cho tác dụng bổ toàn thân trội hơn tác dụng bổ cục bộ

### Dinh dưỡng
Chim cút là một trong các loại gia cầm dễ ăn, dễ tiêu và cung cấp nhiều chất dinh dưỡng, đặc biệt thịt có màu nâu đỏ chứa nhiều chất sắt giúp phòng chống thiếu máu. Thịt chim cút còn có đặc điểm là mềm, phần thịt ức của chim thì lại kém ngon hơn so với phần đùi của con chim cút. Trong thịt chim cút chứa nhiều albumin và vitamin cùng nhiều muối vô cơ rất cần cho cơ thể hơn cả thịt gà, thịt lợn, thịt bò… Thành phần dinh dưỡng của thịt chim cút nói chung cao hơn các gia súc, gia cầm khác đến 10 lần nhưng trong đó chất béo lại thấp hơn nhiều, ngoài ra, chim cút có ưu điểm giàu chất dinh dưỡng (đạm, khoáng) nhưng rất ít mỡ, uy nhiên còn phụ thuộc vào cách chế biến như không được rán hay nướng....

### Đông y
Theo Đông y thì thịt chim cút có vị ngọt, tính bình, không độc, là loại thuốc bổ ngũ tạng, bổ trung ích khí, thanh lợi thấp nhiệt, làm cứng gân cốt, giúp chịu đựng được nóng rét như nhân sâm, tiêu nhọt do nóng nhiệt, tác dụng bổ hư trừ bệnh, thịt chim cút dễ hấp thu. Thịt chim cút còn là loại thuốc bổ ngũ tạng, bổ trung ích khí, thanh lợi thấp nhiệt, làm cứng gân cốt, giúp chịu đựng được nóng rét như nhân sâm, tiêu nhọt do nóng nhiệt, tác dụng bổ hư trừ bệnh.

## Sử dụng

### Trong ẩm thực

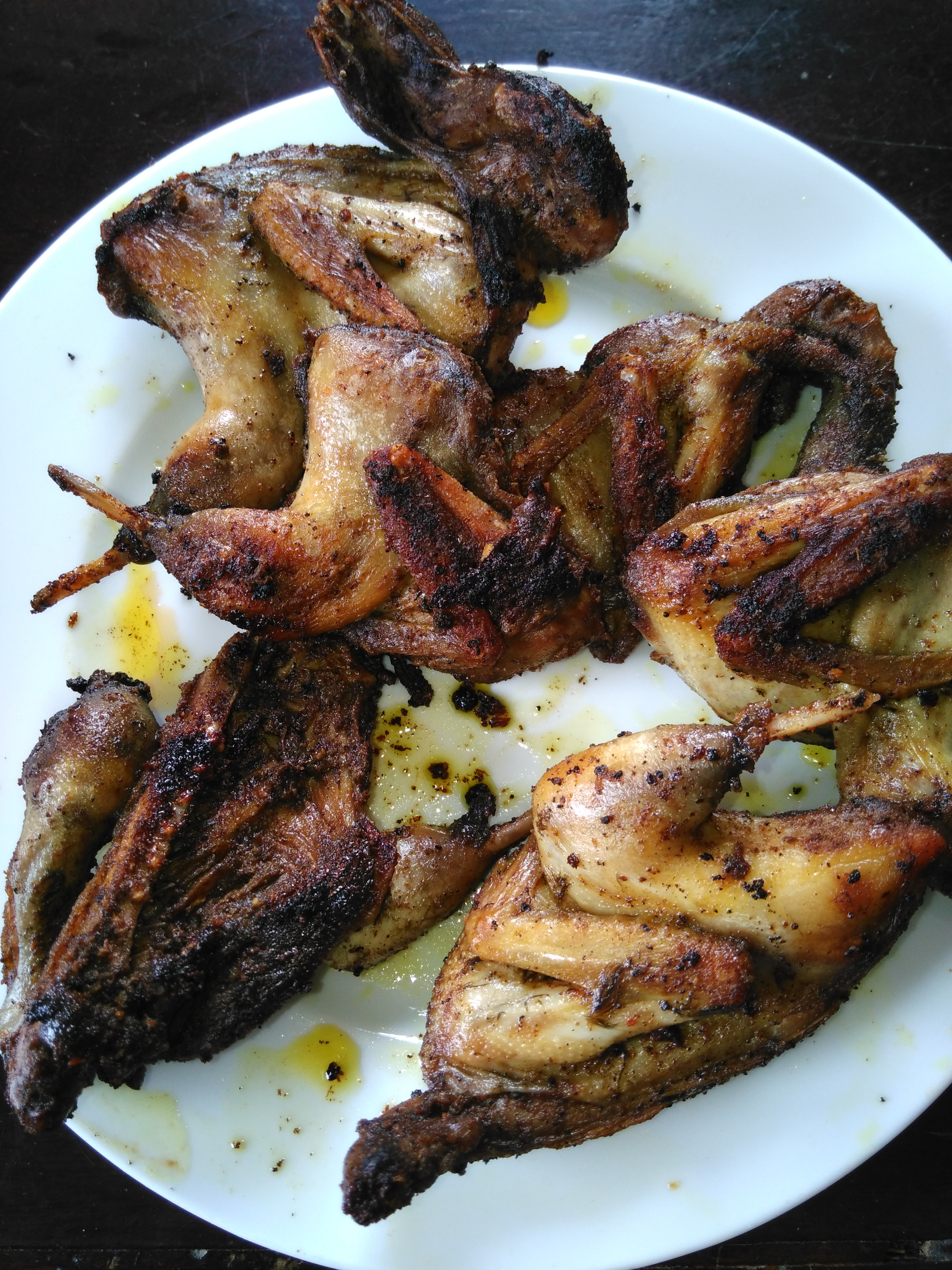
Thịt chim cút nướng ở Việt Nam

Chim cút được chế biến thành những món ngon và hấp dẫn. Chẳng hạn như món chim cút rán, rán chim với mức lửa vừa, lượng dầu phải đảm bảo ngập 1/2 thân chim để thịt chim sau khi rán có màu vàng đều, thay vì rán chim trong chảo rộng, có thể rán chim trong 1 chiếc nồi nhỏ, có thành cao, khi ăn có thể nhai luôn cả xương, hoặc món cháo chim cút hoặc món chim cút nướng mật ong thơm ngon.

### Trong y học
Chim cút vị ngọt tính bình, có tác dụng bổ ngũ tạng, lợi cửu khiếu, ích trung khí, mạnh gân cốt. Dùng cho các đối tượng suy nhược thần kinh và thể lực, trẻ em suy dinh dưỡng, người già lú lẫn, phụ nữ có thai và cho con bú, người mới ốm dậy cần lấy lại sức, người lao động vất vả. Chim cút cũng có phần nhỏ bổ thận tráng dương, lưng đau, gối mỏi. Ngày nay chim cút được dùng cho trường hợp béo phì, tiểu đường, tăng huyết áp, xơ mỡ động mạch. Thịt chim cút lại dễ hấp thu nên thích hợp sử dụng cho phụ nữ có thai, sau sinh đẻ, người cao tuổi cần bồi bổ sức khỏe.
Trong Đông y, thịt chim cút dùng làm bài thuốc để tác dụng bổ dưỡng, mạnh gân xương, trừ phiền nhiệt, cầm tả lỵ. Có thể dùng chim cút một con làm thịt, bỏ ruột, rửa sạch, chặt miếng, nấu với gạo thành cháo ăn hàng ngày là thuốc bổ cho trẻ em, chữa cam tích, suy nhược, biếng ăn, người cao tuổi cơ thể yếu mệt, ăn không thấy ngon. Thịt chim cút ninh nhừ với hạt đậu ván trắng và gừng tươi chữa kiết lỵ, thêm ít đường và rượu có tác dụng nhuận phế, bổ khí, thông huyết, chữa viêm phế quản mạn tính.